# Вайц (округ)
Вайц (нем. Bezirk Weiz) — округ в Австрии. Административный центр округа — город Вайц. Округ входит в федеральную землю Штирия. Занимает площадь 1097,94 км². Население 92 373 чел. Плотность населения 84 человек/кв.км.
В результате административно-территориальной реформы Штирии (1 января 2015 года) количество коммун, входящих в состав округа, сократилось с 54 до 31.

## Административно-территориальное деление
1. Альберсдорф-Пребух
2. Ангер
3. Биркфельд
4. Фишбах
5. Фладниц-ан-дер-Тайхальм
6. Флойнг
7. Газен
8. Герсдорф-ан-дер-Файстриц
9. Глайсдорф
10. Гутенберг
11. Хофштеттен-ан-дер-Раб
12. Ильцталь
13. Лудерсдорф-Вильферсдорф
14. Маркт-Хартманнсдорф
15. Мизенбах-бай-Биркфельд
16. Миттердорф-на-Рабе
17. Мортанч
18. Нас
19. Пассайль
20. Пишельсдорф-ам-Кулмь
21. Пух-бай-Вайц
22. Раттен
23. Реттенег
24. Санкт-Катрайн-ам-Хауэнштайн
25. Санкт-Катрайн-ам-Оффенегг
26. Санкт-Маргаретен-на-Рабе
27. Санкт-Рупрехт-на-Рабе
28. Зинабелькирхен
29. Штраллегг
30. Таннхаузен
31. Вайц

### До 2015 года
1. Альберсдорф-Пребух
2. Ангер
3. Арцберг
4. Байердорф-бай-Ангер
5. Биркфельд
6. Этцерсдорф-Рольсдорф
7. Файстриц-бай-Ангер
8. Фишбах
9. Фладниц-ан-дер-Тайхальм
10. Флойнг
11. Газен
12. Герсдорф-ан-дер-Файстриц
13. Глайсдорф
14. Гшайд-бай-Биркфельд
15. Гутенберг-ан-дер-Рабкламм
16. Хаслау-бай-Биркфельд
17. Хирнсдорф
18. Хофштеттен-ан-дер-Раб
19. Хоэнау-на-Рабе
20. Ильцталь
21. Когльхоф
22. Кроттендорф
23. Кульм-бай-Вайц
24. Лабух
25. Ласницталь
26. Лудерсдорф-Вильферсдорф
27. Маркт-Хартманнсдорф
28. Мизенбах-бай-Биркфельд
29. Миттердорф-на-Рабе
30. Мортанч
31. Нас
32. Нойдорф-бай-Пассайль
33. Нича
34. Оберреттенбах
35. Пассайль
36. Пишельсдорф-ин-дер-Штайермарк
37. Пресгутс
38. Пух-бай-Вайц
39. Раттен
40. Райхендорф
41. Реттенег
42. Санкт-Катрайн-ам-Хауэнштайн
43. Санкт-Катрайн-ам-Оффенегг
44. Санкт-Маргаретен-на-Рабе
45. Санкт-Рупрехт-на-Рабе
46. Зинабелькирхен
47. Штенценграйт
48. Штраллегг
49. Таннхаузен
50. Унгердорф
51. Унтерфладниц
52. Вайзенегг
53. Вайц